# Elymas

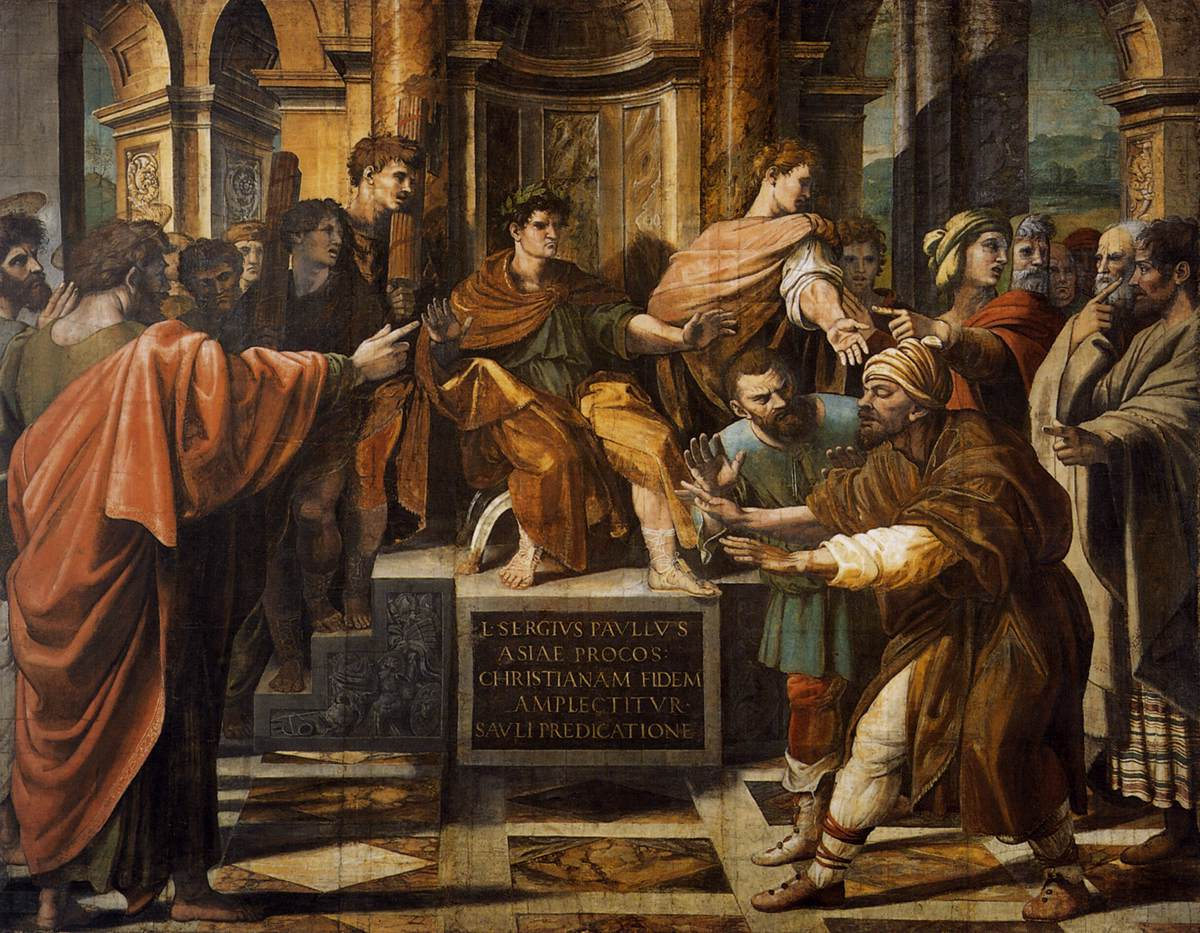
De bekering van de Proconsul door Raphaël uit 1515. Elymas is hierbij als verblind afgebeeld.

Elymas (mogelijk van het Arabische ‘alīm, "wijze"), ook wel Barjesus (Aramees: Bar-Yeshua, Koinè: Βαριεσοῦ, Latijn: Bariesu) genoemd, was volgens Handelingen van de Apostelen 13:6-12 in het Nieuwe Testament een Joodse tovenaar en een valse profeet. Hij woonde te Pafos op Cyprus en behoorde tot het gevolg van de Romeinse proconsul Sergius Paulus. Hij werkte Paulus en Barnabas tegen. Nadat Paulus Elymas veroordelend toesprak, werd Elymas blind.